# Jimmy Floyd Hasselbaink
Jerrel „Jimmy” Floyd Hasselbaink (Paramaribo, Suriname, 1972. március 27. –) surinamei származású holland válogatott labdarúgó, vezetőedző.
Suriname-ban született, majd családjával a holland Zaandam városába költözött, ahol kezdetben kapusként játszott, ezt követően vált jobbszélsővé, majd csatárrá. Profi pályafutását a Telstar és az AZ Alkmaar gárdájánal kezdte, majd 1995 augusztusában elhagyta Hollandiát és Portugáliába, a Campomaiorenséhez szerződött. A következő évben csatlakozott a Boavistához, itt 1997-ben megnyerte a portugál kupát. Az 1997–1998-as szezon előtt az angol Leeds United 2 millió fontért igazolta le, ahol 1999-ben elnyerte az aranycipőt. A spanyol Atlético Madridnak 10 millió fontért adták el, ebben az évben a csapattal kupadöntőt játszott, annak ellenére, hogy a klub kiesett az első osztályból.
2000 májusában klubrekordot jelentő 15 millió font fejében tért vissza a Premier League-be a Chelsea-hez, ahol első idényében újra a bajnokság gólkirálya lett, így egyúttal begyűjtötte az aranycipőt is. A 2002-es FA-kupa döntőben is pályára lépett, valamint a 2003–2004-es évadban meghatározó szerepe volt abban, hogy az egylet klubcsúcsot megdöntve a második helyen végzett a bajnokságban. 2004 júliusában ingyen lett a Middlesbrough játékosa, a klubnál 2006-ban UEFA-kupa-döntőt játszott. Miután az előző szezon végén nem hosszabbítottak vele szerződést, 2006 júliusában a Charlton Athletic-hez írt alá, mielőtt 2007 augusztusában a Cardiff City labdarúgójává vált. A 2008-as angol kupa döntőjében ezüstérmet szerzett, a szezon végén pedig bejelentette visszavonulását.
Négy évet töltött a holland válogatottnál, mely során 23 mérkőzésen kilenc gólt lőtt, részt vett az 1998-as világbajnokságon is.
2013 májusában kinevezték a belga másodosztályú Royal Antwerp edzőjévé, ahol egy szezont töltött. 2014 novemberében az angol Burton Albion alkalmazta menedzsernek, első idényében pedig felvezette őket a negyedosztály bajnokaként a harmadik vonalba. 2015 decemberében a másodosztályú Queens Park Rangers vezetőedzőjének nevezték ki, itt 11 hónapot dolgozott, míg 2016 novemberében el nem bocsátották. 2017 szeptemberétől 2018 áprilisáig a negyedosztályú Northampton Townt irányította. 2021. január 1-jén másodszor lett a Burton Albion trénere.

## Pályafutása

### A kezdetek Hollandiában
Hasselbaink 1972. március 27-én született Suriname fővárosában, Paramaribóban (mely akkoriban a Holland Királyság része volt), Frank Ware és Cornelli Hasselbaink gyermekeként; hat gyerekük közül ő a legfiatalabb. Három éves volt, amikor elgázolta egy segédmotoros kerékpár, melynek következtében eltört a jobb lába. 1978 októberében édesanyjával és három testvérével Hollandiába, Zaandam városába költöztek, apja Suriname-ban maradt és ezt követően ritkán tartotta a kapcsolatot a családdal. A következő évben Hasselbaink ifjúsági pályafutását kapusként kezdte a Gestaagt Volharding Overwint (GVO) csapatánál, később a Zaansche Football Club (ZFC) és a Zaanlandia gárdájánál játszott jobbszélsőként. Tinédzserként csatlakozott egy utcai bandához, melynek eredményeként lopás miatt három hónapot töltött őrizetben. Szabadulása után a DWS utánpótlás csapatának tagja lett, de elbocsátották a klubtól, mert ellopta az egyik első csapatban játszó labdarúgó óráját. Profi pályafutását a Telstarnál kezdte még bandatagként, így tartós késései miatt fegyelmi problémái adódtak az egyesületben. A holland első osztályban 1990. október 27-én debütált a VVV-Venlo elleni 2–0-s vereség során. Ezt követően a tréner, Niels Overweg szélnek engedte, miután elkésett az egyik mérkőzésről.
Ezek után az AZ Alkmaarnál kezdett el edzeni, ahol testvére, Carlos játszott, itt elegendő benyomást tett a vezetők felé ahhoz, hogy profi szerződést kínáljanak számára. Henk Wullems vezetőedző azonban úgy döntött, hogy 1993-ban nem hosszabbítja meg lejáró szerződését, annak ellenére, hogy 46 alkalommal lépett pályára az egyletben. Egy sikertelen tárgyalást követően az FC Eindhovennel a PEC Zwolléval sem sikerült megállapodnia, így az 1993–1994-es idényt a HFC Haarlemnél töltötte. Ezután az amatőr Neerlandia csapatában rúgta a bőrt, miközben külföldi lehetőségre várva Ausztriában trenírozott az Admira Wackerrel.

### Portugáliában
1995 augusztusában a portugál első osztályban újonc Campomaiorense klubjához szerződött, miután a trénert, Manuel Fernandest lenyűgözte a tárgyaláson. Az elnök titokban akarta tartani leigazolását, a sajtónak elmondta, hogy leigazolt egy „Jimmy” nevű játékost, azonban miután fény derült a rejtélyre, ezt követően nem Jerrel, hanem Jimmy néven vált ismertté. Az első négy meccsén nem sikerült gólt szereznie, az ötödik mérkőzésén kihagyott egy büntetőt, miután ragaszkodott ahhoz, hogy az első számú tizenegyeslövő játékos, Sztanimir Sztojlov helyett elvégezze azt. A találkozó későbbi részében mindkét gól az ő nevéhez fűződött a 2–0-s győzelemmel véget érő Gil Vicente elleni összecsapáson. A klubbal végül nem tudott az élvonalban maradni, így az 1995–1996-os szezonban kiestek.
1996 nyarán a Boavista 300 000 euró fejében igazolta le. Az 1996–1997-es idény kaotikus volt a klub számára, mivel az elnök két menedzsert, Zoran Filipovićot és João Alvest is menesztette, mielőtt Rui Casacával befejezték az évadot. Ennek eredményeként a Párducok a hetedik helyen végeztek az idény végén, míg a kupát megnyerték. Hasselbaink egyénileg jó szezont futott, a bajnokságban a góllövőlistán a második helyet érte el a Portóban játszó Mário Jardel mögött. Első profi mesterhármasát a klubban szerezte, az Estádio do Bessában a Marítimo felett aratott 3–1-es győzelem során, később a Gil Vicente elleni 7–0-s kiütés folyamán is háromszor volt eredményes, akárcsak csapattársa, Nuno Gomes. Bár a vezetőedző, Casaca nem nevezte a kupadöntő kezdőcsapatába, amiért a Leeds Unitedhez igazolt, mégis becserélte Erwin Sánchez helyett a 3–2-re megnyert Benfica elleni megmérettetés kései szakaszában.

### Leeds United
George Graham, a Leeds United menedzsere 1997 nyarán 2 millió fontot fizetett a játékjogáért cserébe. A Premier League-ben augusztus 9-én, az Arsenal elleni 1–1-es döntetlen alkalmával lépett pályára először az Elland Roadon, bár kezdetben nehezen alkalmazkodott a bajnokság üteméhez. Karácsonyig mindössze öt gólt szerzett, de a szezon második felét követően 26 góllal zárta a bajnokságot.
A következő idényben a 36 meccsen elért 18 góljával közös győztese lett Michael Owennel és Dwight Yorke-kal az aranycipőnek. Az új tréner, David O'Leary vezetésével a negyedikek lettek a bajnokságban, így az UEFA-kupában indulhattak. Ügynökével azonban nem voltak elégedettek a klub által felajánlott új szerződésével, és bár még két év volt hátra kontraktusából, mégis eladták. O'Leary azt állította: „Amennyit keres, azt hiszem, az ország egyetlen klubja sem engedheti meg magának, és nem hiszem, hogy valakinek van ennyi pénze itt [Angliában].”

### Atlético Madrid
1999-ben 10 millió fontért vásárolta meg a spanyol Atlético Madrid. A piros-fehérek az 1999–2000-es szezon első három meccsét elvesztették, ám miután Hasselbaink a Zaragoza ellen megszerezte első gólját a klubban, mely pontot ért a csapatnak, további fontos találatok fűződtek a nevéhez. Október 30-án kétszer volt eredményes az El Derbi madrileñón, ez által az Atlético kilenc év után tudta legyőzni a Real Madridot a Santiago Bernabéu stadionban. A Camp Nou-ban a Barcelona ellen is betalált, bár 2–1-es vereséget szenvedtek. Claudio Ranieri menedzser célja a Bajnokok ligája kvalifikáció volt, de a gyenge eredmények miatt februárban lemondott posztjáról. Ennek ellenére Hasselbaink megosztva nyerte meg a bajnokság ezüstcipőjét Catanhával (Málaga CF), és mindössze három találattal kevesebbet ért el, mint a gólkirály Salva Ballesta (Racing de Santander). Az Atlético bejutott a Mestallában esedékes kupadöntőbe, de 2–1-re kikapott az Espanyoltól; Hasselbaink kései góljával szépített a találkozó folyamán. A bajnoki forma Ranieri távozását követően nem javult, Radomir Antić pedig nem tudta megakadályozni, hogy ne essenek ki a másodosztályba. A négyéves szerződésében szereplő kiesési záradék lehetővé tette a támadó számára, hogy nyáron elhagyja a klubot.

### Chelsea
2000 májusában visszatért a Premier League-be, a Chelsea klubrekordot jelentő 15 millió fontért szerződtette, ezzel a gárda legdrágább átigazolása lett; négyéves szerződést írt alá. Debütálómérkőzésén gólt jegyzett, a Wembley Stadionban a 2000-es Charity Shield meccsén a Manchester United ellen 2–0-s győzelemhez segítette a Kékeket. A trénert, Gianluca Viallit szeptemberben elbocsátották, helyette egykori madridi edzőjét, Claudio Ranierit nevezték ki. Később kifejtette, hogy megijedt Vialli kirúgása miatt, és hogy a játékosok utálják Ranieri és a fitneszedző, Roberto Sassi futásközpontú edzésmódszereit. Ennek ellenére a 2000–2001-es szezonban 35 bajnokin 23 gólt szerzett, ebből négyet október 21-én a Coventry City elleni 6–1-es siker során; majd a szezont az aranycipő megnyerésével zárta.
A 2001–2002-es idény kezdetén, augusztus 25-én megszerezte első bajnoki gólját a Southampton ellen az új St. Mary Stadionban, a Chelsea 2–0-ra nyerte meg a találkozót. Március 13-án mesterhármast ért el a Tottenham Hotspur elleni 4–0-s győzelem során. Jó barátságot és kiváló csapattársi viszonyt alakított ki az izlandi csatárral, Eiður Guðjohnsennel, ketten összesen 29 találatot jegyeztek minden sorozatban, míg Guðjohnsen a bajnokságban 23-at, mely által a Chelsea eljutott az FA-kupa döntőjéig, miután legyőzte a Norwich City-t, a West Ham Unitedet, a Preston North Endet, a Tottenham Hotspurt és a Fulhamet. Hasselbaink pályára lépése a fináléban a combizom sérülése miatt kétséges volt, a 68. percben cserélték le a Millennium Stadionban, mely során a városi rivális Arsenaltól 2–0-s vereséget szenvedtek. 23 góljával mindössze egy találattal maradt le az aranycipő győztesétől, Thierry Henrytól.
2002 nyarán felfedezték a combhajlító izom sérülésének az okát, így egy műtéten esett át, mely által enyhítették a jobb lábában az artériák elzáródását, mivel az súlyosan korlátozta a keringését. Felépülése alatt az ITV szakértőjeként dolgozott a 2002-es világbajnokság folyamán. Ranieri a 2002–2003-as bajnokság során gyakran rotálta csapatát, de azt Gianfranco Zola köré építette, így Hasselbaink kevesebb játéklehetőséget kapott. A Barcelona menedzsere, Louis van Gaal 8 millió fontban állapodott meg a januári átigazolási időszakban a szerződtetésével kapcsolatban, de még a piac megnyitása előtt elbocsátották, így az üzlet semmissé vált. Bár a támadójáték Zolára volt építve, mégis 44 meccsen 15 gólt szerzett, eggyel kevesebbet, mint az olasz csatár.
A 2003–2004-es évadban minden versenysorozatban 17 találat fűződött a nevéhez, az új csatárok, Adrian Mutu és Hernán Crespo érkezése ellenére négy év alatt harmadjára is gólkirály lett a klubban. Március 27-én, 32. születésnapján Geremi cseréjeként lépett pályára a 60. percben, és mesterhármasának köszönhetően hátrányból a Chelsea 5–2-re nyert a Stamford Bridge-en a Wolverhampton Wanderers ellen. A második helyen zárták az idényt és bejutottak a Bajnokok ligája elődöntőjébe; Hasselbaink mindkét vesztes találkozón játszott az AS Monaco ellen, összesítésben azonban 5–3-ra alulmaradtak.

### Middlesbrough
2004 júliusában visszautasította a Fulham, a Celtic és a Rangers megkeresését, majd ingyen érkezve két évre írt alá a Middlesbrough-hoz. Mivel a klub több válogatott játékost szerződtetett, azt jósolták, hogy bejutnak a Bajnokok ligája főtáblájára. Hasselbaink augusztus 14-én, a Newcastle United elleni 2–2-re végződő mérkőzésen mutatkozott be a gárdában a Riverside Stadionban. A 2004–2005-ös szezonban házi gólkirály lett a 36 mérkőzésén elért 13 találatával, közéjuk tartozott egy mesterhármas október 16-án az Ewood Parkban a Blackburn Rovers elleni 4–1-re megnyert meccsen. A bajnokságban elért hetedik hely elég volt ahhoz, hogy bejussanak a következő évben az UEFA-kupa küzdelmeibe.
A 2005–2006-os idényben 22 bajnoki találkozón kilenc, míg 22 kupameccsen nyolc gól fűződött a nevéhez. A Steve McClaren által menedzselt Borót az UEFA-kupa-döntőbe vezette, a fináléba vezető úton a görög Xánthit, a svájci Grasshopperst, az ukrán Dnyiprót, a bolgár Litexet, a német VfB Stuttgartot, az olasz AS Romát, a svájci FC Baselt és a román Steaua Bucurestit győzték le. A Philips Stadionban azonban 4–0-s vereséget szenvedtek a spanyol Sevilla ellen. A kupadöntő Hasselbaink utolsó meccse volt a klubban, mivel az új edző, Gareth Southgate 2006 júliusában úgy döntött, hogy nem hosszabbítja meg kontraktusát.

### Charlton Athletic
Miután megszakadtak a tárgyalások a skót első osztályban szereplő Celtic-kel, 2006 júliusában ingyen csatlakozott negyedik Premier League csapatához, a Charlton Athletichez. Átigazolása után nem sokkal az Angol labdarúgó-szövetség rossz magatartással és a liga rossz hírbe hozásával vádolta meg, mert azt állította, hogy a Chelsea az Arsenal felett aratott Bajnokok ligája győzelem után bónuszt fizetett játékosainak; a Premier League szövetsége vizsgálta, mi volt illegális az ügyben, de nem talált bizonyítékot állítása alátámasztására, melyeket a Chelsea is elutasított. Szeptember 9-én egykori klubja, a Chelsea elleni 2–1-es vereséggel véget érő mérkőzésen szerezte első gólját új csapatában. Január 13-án, hét gól nélküli találkozó után másik korábbi csapata, a Middlesbrough elleni 3–1-es vesztes meccsen volt eredményes. A Charlton a 2006–2007-es szezonban szabadon engedte, 29 mérkőzésen mindössze négy találat fűződött a nevéhez, ebből kettő a harmadosztályú Chesterfield ellen a Ligakupában.

### Cardiff City
2007 augusztusában közel állt ahhoz, hogy a másodosztályba kieső Leicester City játékosa legyen, de a klub később visszavonta ajánlatát. Ehelyett a Cardiff City elnöke, Peter Ridsdale, akivel dolgozott korábban a Leeds Unitednél, egyéves megállapodás keretében vitte a csapathoz, ahol ékpárja a pályán általában a veterán Robbie Fowler volt. A vezetőedző, Dave Jones elmondta, hogy Hasselbaink több időt szánt az előkészületekre a mérkőzések előtt, de annak ellenére, hogy igényes játékos volt, profizmusa végül pozitív hatást keltett. Szeptember 19-én megszerezte első gólját a klub színeiben egy 20 méteres alacsony lövéssel a Ninian Parkban a Watford elleni 2–1-es vereség során. Az FA-kupa ötödik fordulójában a forduló legjobb játékosának jelölték, miután látványos gólt jegyzett a Wolverhampton Wanderers ellen. A 2007–2008-as idényben rendszeresen a kezdőcsapatban kapott helyet, a kupasorozatban hatból öt meccsen is kezdett, míg a csapat a döntőig menetelt. A döntőben 1–0-ra kaptak ki a Portsmouth gárdájától; Hasselbaink 70 percet játszott, Steven Thompson váltotta a találkozó folyamán. Az idény végeztével tárgyalt szerződése meghosszabbításáról, a fizetésével kapcsolatban azonban viták adódtak, így 2008 júliusában elhagyta a klubot.

### A válogatottban
Hasselbaink a Leeds Unitedben nyújtott jó teljesítményének köszönhetően hívta fel a holland szövetségi kapitány, Guus Hiddink figyelmét, így 1998. május 27-én, a Kamerun elleni 0–0-s döntetlennel véget érő barátságos mérkőzésen debütált a GelreDomeban a válogatottban; a 61. percben Marc Overmars cseréjeként lépett pályára. Június 1-jén megszerezte első válogatott gólját a Paraguay elleni 5–1-es győzelemmel véget érő barátságos meccsen, néhány nappal később pedig második találatát jegyezte a Nigéria elleni, szintén barátságos találkozón, mely 5–1-es holland sikerrel zárult. Az 1998-as világbajnokság keretében helyet kapott, olyan csatárok, mint Patrick Kluivert, Dennis Bergkamp, illetve a szélsők, Boudewijn Zenden és Marc Overmars mellett. Mivel több támadó nem volt bevethető állapotban, így a Belgium elleni nyitómérkőzésen a kezdőcsapat tagja volt a Stade de France-on, a találkozó során kihagyott egy helyzetet, a 65. percben pedig passzát Bergkamp nem tudta gólra váltani. Kluivertet kiállították az összecsapáson, majd Dél-Korea ellen, a következő csoportmeccsen Bergkamp egyedüli csatárként játszott, helyére van Hooijdonk állt be. A Stade Geoffroy-Guichardon zajló harmadik, Mexikó elleni megmérettetésen Hasselbaink a 78. percben lépett pályára Bergkamp helyére. Ez volt az utolsó meccse a tornán, Kluivert eltiltása utáni visszatérésével ugyanis Hiddink rendszerében a negyedik támadó lett. Hollandia végül a negyedik helyen zárta a világbajnokságot.
Hiddink lemondott, helyére asszisztense, Frank Rijkaard került, aki ritkán válogatta be a csapatba a csatárt. Legközelebb 1999. augusztus 18-án, a Dánia elleni, 0–0-val záródó barátságos mérkőzésen játszott újra, Ruud van Nistelrooy mellett, helyére Clarence Seedorf állt be. Hat hónappal később újabb találkozókon kapott lehetőséget, Németország ellen tíz perc, míg Skócia ellen 70 perc jutott számára. Annak ellenére, hogy van Nistelrooy megsérült, a tréner nem nevezte a 2000-es Európa-bajnokság keretébe, mivel öt támadót választott, köztük Bergkampot, Kluivertet, van Hooijdonkot, Roy Makaay-t és Peter van Vossent. A 25 fős bő keretbe ugyan bekerült, de helyette végül az edző André Ooijert és Winston Bogardét válogatta be a 22 tagú szűkített keretbe.
Louis van Gaal jobban értékelte teljesítményét, mint Rijkaard, így 2000 júliusától több esélyt kapott a válogatott színeiben. 2000. november 15-én az Estadio de La Cartujában Spanyolország 2–1-re nyert Hollandia ellen, de őt és a spanyolok csapatkapitányát, Fernando Hierrót kiállították, mert a meccs végén összeszólalkoztak egymással. 2001. március 24-én Andorra ellen az ő találatának is köszönhetően 5–0-s győzelmet arattak a Mini Estadiban, majd négy nappal később Portugália ellen kiharcolt egy tizenegyest az Estádio das Antasban elért döntetlen során. Április 25-én három egymást követő világbajnoki selejtezőn is eredményes volt, a Philips Stadionban Ciprus ellen 4–0-ra győztek. Később kétszer Észtország, majd Anglia, Írország és Dánia ellen is pályára lépett; a Parken Stadionban tizenegyesből szerzett gólt. Hollandia nem kvalifikálta magát a 2002-es világbajnokságra, mivel Portugália és Írország mögött négy ponttal végzett a selejtezőcsoportban.
2002 januárjában Dick Advocaat váltotta van Gaalt szövetségi kapitányként, Hasselbaink pedig továbbra is kerettag volt. Augusztus 21-én csereként lépett pályára az Ullevaal Stadionban a Norvégia elleni 1–0-s győzelem során, szeptember 7-én pedig a válogatott 3–0-s sikert könyvelt el a Fehéroroszág elleni 2004-es Európa-bajnokság selejtezőjének első meccsén; ez volt az utolsó mérkőzése nemzeti színekben.

## Játékstílusa
Hasselbainkot leginkább gyorsasága tette ismertté, valamint erőteljes lövései voltak bal lábbal is, annak ellenére, hogy elsősorban jobb lábas labdarúgó. Tom Sheen, a The Independent sportriportere és a Chelsea szurkolója azt írta róla, hogy az egyik legjobb csatár a Stamford Bridge-en, kiválóan lövi a szabadrúgásokat, mindkét lábával nagyszerű, illetve a levegőben is megállja a helyét.

## Edzőként
2009 októberében Hasselbaink a National League South-ban szereplő Woking csapatánál edzett, hogy a továbbiakban is fitten tartsa magát. Ezután a Chelsea U16-os csapatánál dolgozott és a Nike akadémián trenírozott, miközben megszerezte az UEFA A és B licenszét. 2011 júliusa és 2013 januárja között a Nottingham Forest edzői stábjának tagja volt, azonban Sean O'Driscoll felmondásával elhagyta a gárdát.

### Royal Antwerp
2013 májusában a belga másodsztályba frissen kieső Royal Antwerp vezetőedzőjének nevezték ki. Kijelentette, hogy számára a klub egy két vagy három éves projekt volt, arra törekedett, hogy feljussanak újra az első ligába az által, hogy fiatalabb játékosokat küldött elsősorban pályára és így alacsonyabb költségvetésből támadófutballt tudtak játszani. Számos átigazolás fűződött a nevéhez, többek között az angol U19-es válogatott John Bostock szerződtetése is. A 2013–2014-es szezonban a hetedik helyre vezette a klubot a bajnokságban, mielőtt 2014 májusában az új szerződését nem írta alá, majd bejelentette távozását.

### Burton Albion
2014. november 13-án a negyedosztályú Burton Albion trénere lett. Két és fél éves szerződést írt alá, amely azt tartalmazta, hogy amíg stabil teljesítményt nyújt a csapattal, a menedzserük marad. Négy nappal kinevezése után 3–1-re győztek a Wycombe Wanderers ellen, így a tabella negyedik helyére léptek. Januárban jelölték A hónap vezetőedzője-díjra, mert ebben a hónapban végig veretlenek voltak, és feljutást érő helyen álltak, a rivális Shrewsbury Townt és a Bury-t megelőzve; azonban a Northampton Town edzőjét, Chris Wildert díjazták végül. Április 18-án a Burton 2–1-re nyert a Morecambe ellen, ezzel fennállásuk során először jutottak fel a harmadosztályba. Két héttel később 2–1-es hátrányban álltak a Cambridge United ellen tíz emberrel a kapus, Jon McLaughlin kiállítása után, mégis az Abbey Stadionban 3–1-es győzelmet arattak, így a negyedosztály bajnokai lettek. Hasselbaink távozásakor az első helyet foglalták el a bajnokságban.

### Queens Park Rangers
2015. december 4-én a Championship-ben szereplő Queens Park Rangers menedzsere lett; határozatlan idejű szerződést írt alá asszisztensével, David Oldfielddel együtt. Nyolc nappal később első meccse a Burnley elleni, gól nélküli döntetlenre végződő találkozó volt a Loftus Roadon. A mérkőzés után megjegyezte, hogy csapatában kevés a bizalom, teret kell adni nekik, hogy kifejezzék magukat szabadon játszva. Annak ellenére, hogy ugyanazon a napon eladta a góltermékeny Charlie Austint, 2016. január 16-án megszerezte első győzelmét, miután a Rotherham Unitedet 3–0-ra verték meg. A 12. helyre vezette őket, és szót ejtett a nyári átigazolási piac játékosmozgásának elvárásairól is. 2016. november 5-én elbocsátották, a QPR ekkor a 17. volt a tabellán.

### Northampton Town
2017. szeptember 4-én a harmadosztályban szereplő Northampton Town edzőjének nevezték ki három évre szóló kontraktussal. Justin Edinburgh helyett vette át a feladatokat, akit a szezon kezdetétől számítva négy vereség után rúgtak ki. Első összecsapása négy nappal ezt követően, a Doncaster Rovers ellen volt esedékes, mely 1–0-s hazai győzelmükkel ért véget. 2018. április 2-án menesztették, miután a Peterborough United elleni vereséget követően kilenc mérkőzés után nyeretlenek voltak, és a kiesőzónába kerültek a 2017–2018-as idényben, ekkor pedig már csak öt mérkőzés volt hátra.

### Visszatérés a Burton Albionhoz
2021. január 1-jén pályafutása során másodszor lett a Burton Albion trénere. Hét állandó és öt kölcsönjátékost igazolt, főleg fiatalokat, mellettük pedig a 33 éves rutinos hátvédet, Michael Mancienne-t is. A Burton a 2021–2022-es szezonban a 16. helyen végzett, ő pedig elismerte, hogy "jócskán sok munka van még hátra" a színfalak mögött. Nyáron tárgyalásokat folytatott a Barnsley-vel, de végül úgy döntött, hogy a klubnál marad. 2022. szeptember 5-én lemondott menedzseri posztjáról, azt állítva, hogy a lehető legmesszebbre vitte a csapatot a rendelkezésre álló korlátozott erőforrásokkal, azonban ekkor a gárda hét mérkőzés alatt mindössze egy pontot szerzett, és a tabella utolsó helyén állt.

### Angol válogatott
2023 márciusában az angol válogatott edzői stábjába szerződtették, így együtt dolgozott korábbi Middlesbrough csapattársával, Gareth Southgate-tel. A 2024-es Európa-bajnokság döntője után, miután az angolok vereséget szenvedtek, Southgate távozott a szövetségi kapitányi posztról, akit asszisztense, Hasselbaink is követett.

## Magánélet
Hasselbainknek négy lánya van. Öccse, Carlos Hasselbaink, illetve nagybátyja, Nigel Hasselbaink is profi labdarúgók.

## Személye körüli viták

### Származása miatti konfliktusok
Hasselbaink a kevés fekete edzők egyike Angliában. Miután a QPR alkalmazásába került, a Talksport megkérdezte tőle, úgy érzi-e, hogy feketeként felelősséget tud vállalni, amire ő így válaszolt:
Semmiféle felelősséget nem érzek. Nagyon hiszek abban, hogy azért kaptam meg ezt a munkát, mert az előző klubomban jól teljesítettem, és én vagyok az alkalmas ember erre, ezért adta meg a csapat a lehetőséget nekem. Büszke vagyok arra, hogy fekete vagyok, ez nem fog megváltozni. Ez így marad.
Röviddel ezután a Port Vale elnöke, Norman Smurthwaite elárulta, hogy 2014-ben elutasította Hasselbaink szerződtetését a megüresedett posztra, attól tartva, hogy a szurkolók rasszista megnyilvánulásokkal fogják majd illetni őt.

### Korrupciós vádak 2016-ban
2016. szeptember 28-án a The Daily Telegraph Hasselbainket is megnevezte, mint a nem megfelelő magatartást tanúsító vezetőedzők egyikét, akinek leleplezte személyét. Mint kiderült, szerződést kötött egy fiktív távol-keleti céggel, mely részt kívánt venni labdarúgók átigazolásában. Hasselbaink az összeférhetetlenség ellenére nyitott volt a cég által képviselt játékosok szerződtetésére. A Queens Park Rangers belső vizsgálatot indított, majd kiállt Hasselbaink mellett, és kijelentette, hogy a The Daily Telegraph nem nyújtott elég bizonyítékot a vádakhoz.

## Pályafutása statisztikái

### Klubcsapatokban
| Klub                 | Szezon               | Bajnokság            | Liga            | Liga  | Nemzeti kupa    | Nemzeti kupa | Egyéb           | Egyéb | Európai         | Európai | Összesen        | Összesen |
| Klub                 | Szezon               | Bajnokság            | Pályára lépések | Gólok | Pályára lépések | Gólok        | Pályára lépések | Gólok | Pályára lépések | Gólok   | Pályára lépések | Gólok    |
| -------------------- | -------------------- | -------------------- | --------------- | ----- | --------------- | ------------ | --------------- | ----- | --------------- | ------- | --------------- | -------- |
| Telstar              | 1990–1991            | Eerste Divisie       | 4               | 0     |                 |              | —               | —     | –               | –       | 4               | 0        |
| AZ                   | 1990–1991            | Eerste Divisie       | 11              | 2     |                 |              | —               | —     | –               | –       | 11              | 2        |
| AZ                   | 1991–1992            | Eerste Divisie       | 26              | 2     |                 |              | –               | –     | –               | –       | 26              | 2        |
| AZ                   | 1992–1993            | Eerste Divisie       | 9               | 1     |                 |              | –               | –     | –               | –       | 9               | 1        |
| AZ                   | Összesen             | Összesen             | 46              | 5     |                 |              | 0               | 0     | 0               | 0       | 46              | 5        |
| Campomaiorense       | 1995–1996            | Primeira Divisão     | 31              | 12    | 3               | 0            | –               | –     | –               | –       | 34              | 12       |
| Boavista             | 1996–1997            | Primeira Divisão     | 29              | 20    | 4               | 1            | –               | –     | 5               | 3       | 38              | 24       |
| Leeds United         | 1997–1998            | Premier League       | 33              | 16    | 4               | 4            | 3               | 2     | –               | –       | 40              | 22       |
| Leeds United         | 1998–1999            | Premier League       | 36              | 18    | 5               | 1            | 2               | 0     | 4               | 1       | 47              | 20       |
| Leeds United         | összesen             | összesen             | 69              | 34    | 9               | 5            | 5               | 2     | 4               | 1       | 87              | 42       |
| Atlético Madrid      | 1999–2000            | La Liga              | 34              | 24    | 2               | 2            | –               | –     | 7               | 7       | 43              | 33       |
| Chelsea              | 2000–2001            | Premier League       | 35              | 23    | 2               | 2            | 2               | 1     | 2               | 0       | 41              | 26       |
| Chelsea              | 2001–2002            | Premier League       | 35              | 23    | 7               | 3            | 4               | 3     | 2               | 0       | 48              | 29       |
| Chelsea              | 2002–2003            | Premier League       | 36              | 11    | 4               | 1            | 2               | 2     | 2               | 1       | 44              | 15       |
| Chelsea              | 2003–2004            | Premier League       | 30              | 13    | 3               | 1            | 3               | 2     | 8               | 2       | 44              | 18       |
| Chelsea              | Összesen             | Összesen             | 136             | 70    | 16              | 7            | 11              | 8     | 14              | 3       | 177             | 88       |
| Middlesbrough        | 2004–2005            | Premier League       | 36              | 13    | 2               | 0            | 0               | 0     | 7               | 3       | 45              | 16       |
| Middlesbrough        | 2005–2006            | Premier League       | 22              | 10    | 6               | 3            | 3               | 1     | 13              | 4       | 44              | 18       |
| Middlesbrough        | Összesen             | Összesen             | 58              | 23    | 8               | 3            | 3               | 1     | 20              | 7       | 89              | 34       |
| Charlton Athletic    | 2006–2007            | Premier League       | 25              | 2     | 1               | 0            | 3               | 2     | –               | –       | 29              | 4        |
| Cardiff City         | 2007–2008            | Championship         | 36              | 7     | 5               | 1            | 3               | 1     | –               | –       | 44              | 9        |
| Pályafutása összesen | Pályafutása összesen | Pályafutása összesen | 468             | 197   | 48              | 19           | 25              | 14    | 50              | 21      | 591             | 251      |

1. ↑  Magában foglalja a Holland kupán, a Portugál kupán, az FA-kupán, és a  Spanyol kupán való pályára lépéseit is.
2. ↑  Magában foglalja a Holland szuperkupán, a Portugál szuperkupán, az Angol ligakupán, a Spanyol szuperkupán, és az Angol szuperkupán való pályára lépéseit is.
3. ↑  Magában foglalja a Bajnokok ligájában és az UEFA-kupán való pályára lépéseit is.

### A válogatottban
Forrás:
| Hollandia | Hollandia       | Hollandia |
| Év        | Pályára lépések | Gólok     |
| --------- | --------------- | --------- |
| 1998      | 5               | 2         |
| 1999      | 1               | 0         |
| 2000      | 3               | 1         |
| 2001      | 8               | 4         |
| 2002      | 6               | 2         |
| Összesen  | 23              | 9         |

### Góljai a válogatottban
Forrás:
| # | Dátum               | Helyszín                                      | Pályára lépéseinek száma | Ellenfél         | Gól | Végeredmény | Verseny                            |
| - | ------------------- | --------------------------------------------- | ------------------------ | ---------------- | --- | ----------- | ---------------------------------- |
| 1 | 1998. június 1      | Philips Stadion, Eindhoven, Hollandia         | 2                        | Paraguay         | 5–1 | 5–1         | Barátságos mérkőzés                |
| 2 | 1998. június 5.     | Johan Cruijff Arena, Amszterdam, Hollandia    | 3                        | Nigéria          | 1–0 | 5–1         | Barátságos mérkőzés                |
| 3 | 2000. november 15.  | Estadio de La Cartuja, Sevilla, Spanyolország | 9                        | Spanyolország    | 1–1 | 2–1         | Barátságos mérkőzés                |
| 4 | 2001. március 24.   | Mini Estadi, Barcelona, Spanyolország         | 10                       | Andorra          | 2–0 | 5–0         | 2002-es világbajnokság selejtező   |
| 5 | 2001. március 28.   | Estádio das Antas, Porto, Portugália          | 11                       | Portugália       | 1–0 | 2–2         | 2002-es világbajnokság selejtező   |
| 6 | 2001. április 25.   | Philips Stadion, Eindhoven, Hollandia         | 12                       | Ciprus           | 1–0 | 4–0         | 2002-es világbajnokság selejtező   |
| 7 | 2001. november 10.  | Parken Stadion, Koppenhága, Dánia             | 17                       | Dánia            | 1–0 | 1–1         | Barátságos mérkőzés                |
| 8 | 2002. szeptember 7. | Philips Stadion, Eindhoven, Hollandia         | 21                       | Fehéroroszország | 3–0 | 3–0         | 2004-es Európa-bajnokság selejtező |
| 9 | 2002. november 20.  | Veltins-Arena, Gelsenkirchen, Németország     | 23                       | Németország      | 2–1 | 3–1         | Barátságos mérkőzés                |

### Edzői statisztikái
2022. szeptember 3-án lett frissítve.
| Csapat              | Mettől              | Meddig            | Arány | Arány | Arány | Arány | Arány   | Források               |
| Csapat              | Mettől              | Meddig            | M     | GY    | D     | V     | GY.A. % | Források               |
| ------------------- | ------------------- | ----------------- | ----- | ----- | ----- | ----- | ------- | ---------------------- |
| Royal Antwerp       | 2013. május 29.     | 2014. május 11.   | 35    | 13    | 10    | 12    | 37,1    | [ 87 ] [ 136 ] [ 137 ] |
| Burton Albion       | 2014. november 13.  | 2015. december 4. | 54    | 33    | 11    | 10    | 61,1    | [ 138 ]                |
| Queens Park Rangers | 2015. december 4    | 2016. november 5. | 47    | 13    | 19    | 15    | 27,7    | [ 104 ] [ 138 ]        |
| Northampton Town    | 2017. szeptember 4. | 2018. április 2.  | 42    | 10    | 13    | 19    | 23,8    | [ 138 ]                |
| Burton Albion       | 2021. január 1.     | Jelenleg is       | 76    | 29    | 17    | 30    | 38,2    | [ 138 ]                |
| Összesen            | Összesen            | Összesen          | 253   | 97    | 70    | 86    | 38,3    | —                      |

## Sikerei, díjai

### Játékosként

#### Boavista FC
- Portugál kupa: 1996–1997[139]

#### Atlético Madrid
- Spanyol kupa – döntős: 1999–2000[140]

#### Chelsea FC
- Angol szuperkupa: 2000[141]
- Angol kupa – döntős: 2001–2002[142]

#### Middlesbrough
- UEFA-kupa – döntős: 2005–2006[143]

### Cardiff City
- Angol kupa – döntős: 2007–2008[144]

#### Egyéni
- Spanyol kupa – gólkirály (megosztva): 1999–2000[145]
- Premier League-aranycipő: 1998–1999 (megosztva),[146] 2000–2001[146]

### Edzőként

#### Burton Albion
- Angol negyedosztály: 2014–2015

#### Egyéni
- Angol harmadosztály – A hónap menedzsere: 2015 szeptember

## Forrás
- Hasselbaink, Jimmy Floyd & Van der Wardt, Jules (2005), Jimmy, HarperCollins, ISBN 0-00-721387-5

## Fordítás
Ez a szócikk részben vagy egészben  a   Jimmy Floyd Hasselbaink című angol Wikipédia-szócikk ezen változatának fordításán alapul.  Az eredeti cikk szerkesztőit annak laptörténete sorolja fel. Ez a jelzés csupán a megfogalmazás eredetét és a szerzői jogokat jelzi, nem szolgál a cikkben szereplő információk forrásmegjelöléseként.